# Dorothy Davenport
Dorothy Davenport (Boston, 13 marzo 1895 – Woodland Hills, 12 ottobre 1977) è stata un'attrice, sceneggiatrice, regista e produttrice cinematografica statunitense.

## Biografia
Figlia d'arte (sua zia Fanny Davenport era considerata una delle più grandi attrici del suo tempo, suo padre Harry era una stella di Broadway e furono attrici anche le sue due sorelle, Kate e Ann), Dorothy Davenport calcò le scene teatrali fin da piccola. Apparve come comparsa in alcuni film già all'età di dieci anni. A 17 anni diventò una stella dell'Universal e sul set conobbe il giovane attore Wallace Reid. I due si innamorarono e il 13 ottobre 1913 convolarono a nozze. Dal loro matrimonio nacquero due figli. La loro unione li portò a lavorare insieme anche sulle scene. La carriera di Reid prese il volo e l'attore diventò uno dei più popolari divi del cinema. Quando decise di lasciare l'Universal, Dorothy lo seguì.

### L'incidente e la morte di Reid
Nel 1919, mentre stava girando nell'Oregon il film The Valley of the Giants, Reid restò vittima di un grave incidente in uno scontro ferroviario. Le riprese del film però non si interruppero: i medici della compagnia di produzione prescrissero a Reid la morfina, trattamento che consentì all'attore di superare il dolore. Diventato suo malgrado tossicodipendente, Reid non riuscì più a fare a meno della droga. La sua salute diventò sempre più precaria. Drogato e malato, non si riprese più: morì nel 1923 a soli 31 anni. Dorothy, rimasta vedova, girò gli Stati Uniti presentando Human Wreckage, un film che aveva prodotto insieme a Thomas H. Ince, incentrato sui pericoli e i danni che provoca l'assunzione di droghe.
Le apparizioni sullo schermo di Dorothy Davenport diventarono sempre più rare. L'attrice intraprese una carriera che la portò alla produzione, alla regia e alla sceneggiatura. La sua ultima interpretazione sarà in un suo film del 1934, The Road to Ruin, dove si ritagliò una piccola parte neppure accreditata nei titoli.
Non si risposò più. Morì a Woodland Hills, al Motion Picture & Television Country House and Hospital nel 1977, all'età di 82 anni. Venne sepolta accanto al marito al Forest Lawn Memorial Park di Glendale.

## Riconoscimenti
- Young Hollywood Hall of Fame (1908-1919)

## Filmografia

### Attrice
- A Mohawk's Way, regia di D.W. Griffith – cortometraggio (1910)
- The Oath and the Man, regia di D.W. Griffith – cortometraggio (1910)
- Examination Day at School, regia di D.W. Griffith – cortometraggio (1910)
- The Iconoclast, regia di D.W. Griffith – cortometraggio (1910)
- A Gold Necklace, regia di D.W. Griffith – cortometraggio (1910)
- The Broken Doll, regia di D.W. Griffith – cortometraggio (1910)
- Two Little Waifs, regia di D.W. Griffith – cortometraggio (1910)
- Waiter No. 5, regia di D.W. Griffith – cortometraggio (1910)
- The Fugitive, regia di D.W. Griffith – cortometraggio (1910)
- The Troublesome Baby, regia di Frank Powell – cortometraggio (1910)
- The Golden Supper, regia di D.W. Griffith, regia di D.W. Griffith – cortometraggio (1910)
- Vengeance Hath Been Had (1911)
- Out of Darkness – cortometraggio (1911)
- His Dream – cortometraggio (1911)
- The Best Man Wins, regia di Tom Ricketts – cortometraggio (1911)
- The Lost Address, regia di Al Christie – cortometraggio (1912)
- A Brave Little Woman, regia di Tom Ricketts – cortometraggio (1912)
- A Matinee Mix-Up, regia di Al Christie – cortometraggio (1912)
- Inbad, the Count, regia di Al Christie – cortometraggio (1912)
- The Feudal Debt, regia di Tom Ricketts – cortometraggio (1912)
- The Bachelor and the Baby, regia di Tom Ricketts – cortometraggio (1912)
- The Cub Reporter's Big Scoop, regia di Tom Ricketts (1912)
- The Torn Letter, regia di Tom Ricketts (1912)
- A Pair of Baby Shoes
- Her Indian Hero, regia di Jack Conway, Al Christie e Milton J. Fahrney (1912)
- Uncle Bill, regia di Milton J. Fahrney (1912)
- The Boomerang (1912)
- His Only Son, regia di Jack Conway e Milton J. Fahrney (1912)
- The Border Parson (1912)
- Fatty's Big Mix-Up
- Dad's Mistake
- In the Long Run, regia di Jack Conway (1912)
- Almost a Suicide (1912)
- Home and Mother (1912)
- Our Lady of the Pearls, regia di Henry MacRae – cortometraggio (1912)
- A Plain Girl's Love, regia di Henry MacRae – cortometraggio (1913)
- A Black Hand Elopement – cortometraggio (1913)
- Pierre of the North, regia di Henry MacRae – cortometraggio (1913)
- A False Friend
- The Sea Dog
- The Failure of Success
- All Rivers Meet at Sea
- The Spark of Manhood
- The Bondsman
- God of Chance
- The Revelation, regia di Fred J. Balshofer (1913)
- Romance of Erin
- The Heart of Kathleen
- The Cracksman's Reformation
- The Fires of Fate
- Retribution, regia di Wallace Reid e Willis Robards (1913)
- A Cracksman Santa Claus
- The Lightning Bolt
- A Hopi Legend
- The Intruder, regia di Wallace Reid (1914)
- The Countess Betty's Mine
- The Wheel of Life, regia di Wallace Reid (1914)
- Fires of Conscience
- The Greater Devotion
- A Flash in the Dark, regia di Wallace Reid (1914)
- Breed o' the Mountains
- The Voice of the Viola
- Heart of the Hills
- The Way of a Woman, regia di Wallace Reid (1914)
- The Mountaineer, regia di Wallace Reid (1914)
- The Spider and Her Web, regia di Phillips Smalley e Lois Weber – cortometraggio (1914)
- Cupid Incognito
- A Gypsy Romance
- The Test, regia di Wallace Reid (1914)
- The Skeleton, regia di Wallace Reid (1914)
- The Fruit of Evil
- Women and Roses
- The Quack, regia di Wallace Reid (1914)
- The Siren, regia di Wallace Reid (1914)
- The Man Within, regia di Wallace Reid (1914)
- Passing of the Beast
- Love's Western Flight
- A Wife on a Wager
- 'Cross the Mexican Line
- The Den of Thieves
- The Only Way'
- The Test of Manhood, regia di Bertram Bracken (1914)
- The Stranger – cortometraggio (1914)
- The Mask
- The Dream of Loco Juan (1914)
- The Crystal Globe
- The Witness, regia di Donald MacDonald (1915)
- $500 Reward
- The Adventurer, regia di Donald MacDonald (1915)
- The Witness, regia di Donald MacDonald (1915)
- Fate's Vengeance
- The Bond of Friendship
- The Skein of Life
- The Hawk and the Hermit
- A Voice from the Sea
- The Heritage of a Century
- The Vanishing Cinderella
- Letters Entangled – cortometraggio (1915)
- In Humble Guise, regia di Bertram Bracken (1915)
- Where the Trail Led, regia di Rupert Julian – cortometraggio (1915)
- The Toilers of the Sea – cortometraggio (1915)
- The Explorer, regia di George Melford (1915)
- The Wolf's Den – cortometraggio (1915)
- Mr. Grex of Monte Carlo, regia di Frak Reicher (1915)
- The Unknown, regia di George Melford (1915)
- One Hundred Years Ago, regia di Rupert Julian – cortometraggio (1915)
- The Phantom Island, regia di Francis Ford (1916)
- Doctor Neighbor, regia di Lloyd B. Carleton (1916)
- Her Husband's Faith, regia di Lloyd B. Carleton (1916)
- Heartaches, regia di Lloyd B. Carleton (1916)
- Two Mothers, regia di Lloyd B. Carleton (1916)
- Her Soul's Song, regia di Lloyd B. Carleton (1916)
- Romance at Random, regia di Rupert Julian – cortometraggio (1916)
- The Way of the World, regia di Lloyd B. Carleton (1916)
- Number 16 Martin Street, regia di Lloyd B. Carleton (1916)
- A Yoke of Gold
- The Unattainable
- Black Friday
- The Human Gamble
- Barriers of Society, regia di Lloyd B. Carleton (1916)
- The Question Mark (1916)
- The Turn of the Wheel, regia di Rupert Julian (1916)
- The False Clue, regia di Donald MacDonald – cortometraggio (1916)
- The Devil's Bondwoman, regia di Lloyd B. Carleton (1916)
- The Mother Call
- The Wrong Heart, regia di Wallace Reid (1916)
- The Girl and the Crisis, regia di William V. Mong (1917)
- Buried Alive, regia di Wallace Reid (1917)
- It Makes a Difference, regia di Ruth Ann Baldwin (1917)
- The Scarlet Crystal, regia di Charles Swickard (1917)
- The Penalty of Silence, regia di Wallace Reid (1917)
- Treason, regia di Allen Holubar (1917)
- The Brand of Death
- The Squaw Man's Son, regia di Edward J. Le Saint (1917)
- Mothers of Men, regia di Willis Robards (1917)
- The Fighting Chance, regia di Charles Maigne (1920)
- Every Woman's Problem, regia di Willis Robards (1921)
- The Masked Avenger, regia di Frank B. Fanning (1922)
- Human Wreckage, regia di John Griffith Wray e (non accreditata) Dorothy Davenport (1923)
- Broken Laws, regia di Roy William Neill (1924)
- The Red Kimona, regia di Walter Lang e, non accreditata, Dorothy Davenport (1925)
- The Satin Woman, regia di Walter Lang (1927)
- Hellship Bronson, regia di Joseph Henabery (1928)
- Man Hunt, regia di Irving Cummings (1933)
- The Road to Ruin, regia di Dorothy Davenport e Melville Shyer (1934)

### Sceneggiatrice (parziale)
- Human Wreckage, regia di John Griffith Wray e (non accreditata) Dorothy Davenport (1923)
- The Red Kimona, regia di Walter Lang e, non accreditata, Dorothy Davenport (1925)
- The Racing Strain, regia di Jerome Storm (1932)
- The Road to Ruin, regia di Dorothy Davenport e Melville Shyer (1934)
- Women Must Dress, regia di Reginald Barker (1935)
- Honeymoon Limited, regia di Arthur Lubin (1935)
- Prison Break, regia di Arthur Lubin (1938)
- Tomboy, regia di Robert F. McGowan (1940)
- On the Spot, regia di Howard Bretherton (1940)
- Haunted House, regia di Robert F. McGowan (1940)
- Drums of the Desert, regia di George Waggner (1940)
- Rivelazione (The Old Swimmin' Hole), regia di Robert F. McGowan (1940)
- Redhead, regia di Edward L. Cahn (1941)
- Curley, regia di Bernard Carr (1947)
- The Hal Roach Comedy Carnival, regia di Bernard Carr, Harve Foster (1947)
- Who Killed Doc Robbin?, regia di Bernard Carr (1948)
- Ho ritrovato la vita (Impact), regia di Arthur Lubin (1949)
- Il gatto milionario (Rhubarb), regia di Arthur Lubin (1951)
- Francis Joins the WACS, regia di Arthur Lubin (1954)
- I perversi (Footsteps in the Fog), regia di Arthur Lubin (1955)

### Regista (parziale)
- Human Wreckage co-regia John Griffith Wray (1923)
- The Red Kimona, regia di Walter Lang e, non accreditata, Dorothy Davenport (1925)
- The Road to Ruin co-regia Melville Shyer (1934)

### Produttrice
- La perla nera (Paradise Isle), regia di Arthur Greville Collins (1937)

## Spettacoli teatrali
- Stop! Look! Listen! (Broadway, 25 dicembre 1915)